# Gyomaendrőd
Gyomaendrőd [ďomaendréd] je město v Maďarsku v župě Békés. Nachází se asi 35 km severozápadně od Békéscsaby a je správním městem stejnojmenného okresu. Obě původně samostatná sídla se nacházejí na břehu řeky Kriš. Jejich intravilán je propojen.

## Historie
Město vzniklo v roce 1981 sloučením dvou obcí Gyoma a Endrőd. Název prvního města je podle maďarského křestního jména Gyoma. Druhé uvedené město vzniklo podle označení jeho původního vlastníka, znamená tedy Endrého (město). Dvě původně středověká sídla byla zcela zničena během tureckých válek.
Místní maďarské obyvatelstvo uprchlo a až do 18. století byla lokalita zcela pustá. Na konci století do Gyomy došli nicméně kalvinističtí kolonisté a postavili kostel. Endrőd byl obnoven slovenskými římskokatolickými kolonisty, kteří se v 19. století asimilovali do maďarského živlu. Gyoma představovala v první polovině 19. století největší farnost v oblasti.
V 20. století získalo město význam především díky rekreační oblasti. Vznikla zde řada chat, které patří Maďarům z větších měst. Tyto chaty byly vybudovány na okraji města, ale především v blízkosti řeky Kriše, která byla zregulována a její mrtvá ramena, oddělená od původního toku protipovodňovými valy, jsou atraktivní jako oáza přírody.
Práva města získal Gyomaendrőd v roce 1989.

## Doprava
Ve východní části města se nachází nádraží, které je v maďarské železniční síti evidováno podle dříve samostatného města Gyoma.

## Obyvatelstvo a sousedství
V roce 2018 zde žilo 12 839 obyvatel. Podle údajů z roku 2001 zde byli 98 % Maďaři, 1 % Romové a zbytek jiné národnosti (především Rumuni, Němci a Slováci). Poblíže se nacházejí města Dévaványa, Mezőberény, Mezőtúr, Kondoros, Körösladány a Szarvas. Dále se také v okolí nachází obce Csárdaszállás, Hunya a Örménykút.

## Významné osobnosti
- János Pásztor (1881–1945), sochař
- Kálmán Rózsahegyi (1873–1961), herec
- Ferenc Kállai (1925–2010), herec